# Susanne Glesnes
Susanne Glesnes (Bergen, 1 de diciembre de 1974) es una deportista noruega que compitió en voleibol, en la modalidad de playa. Ganó dos medallas en el Campeonato Europeo de Vóley Playa, plata en 2004 y bronce en 2008.

## Palmarés internacional
| Campeonato Europeo | Campeonato Europeo             | Campeonato Europeo | Campeonato Europeo |
| Año                | Lugar                          | Medalla            | Pareja             |
| ------------------ | ------------------------------ | ------------------ | ------------------ |
| 2004               | Timmendorfer Strand (Alemania) | Medalla de plata   | Kathrine Maaseide  |
| 2008               | Hamburgo (Alemania)            | Medalla de bronce  | Kathrine Maaseide  |